# Кравець Святослав Володимирович
Кравець Святослав Володимирович (6 квітня 1952) — доктор наук з технічних наук, професор, заслужений діяч науки і техніки України, ректор НУВГП.(1998-2005 роки)

## Біографія
Народився 6 квітня 1952 року в с. Заруддя Дубенського району Рівненської області.
В 1969 році закінчив Варковецьку середню школу Дубенського району Рівненської області.
В 1969 році вступив до Українського інституту інженерів водного господарства (УІІВГ) на механічний факультет. В 1974 році з відзнакою закінчив інститут за спеціальністю «Механізація гідромеліоративних робіт» та отримав кваліфікацію інженер-механік.
З вересня 1974 року по вересень 1977 року — аспірант УІІВГ.
З вересня 1977 року по серпень 1993 працював асистентом, старшим викладачем, доцентом кафедри будівельних та меліоративних машин Українського інституту інженерів водного господарства. В лютому 1982 року захистив кандидатську дисертацію у спеціалізованій раді Московського технологічного інституту легкої промисловості і отримав науковий ступінь кандидата технічних наук.
З вересня 1993 року по червень 1996 року — докторант Київського державного технічного університету будівництва та архітектури. В 1996 році достроково захистив докторську дисертацію та отримав науковий ступінь доктора технічних наук.
З червня 1996 року по жовтень 1997 року працював на кафедрі будівельних і меліоративних машин Української державної академії водного господарства на посадах старшого викладача, доцента, професора.
В жовтні 1997 року організував та очолив Західну філію Міжгалузевого інституту післядипломної освіти.
В грудні 1998 року призначений ректором-організатором Рівненського державного технічного університету на базі якого створив Український державний університет водного господарства та природокористування (2002р), а в 2004 році — Національний університет водного господарства та природокористування (НУВГП), ректором яких був по березень 2005 року. В грудні 2000 року отримав вчене звання професора по кафедрі «Будівельні, дорожні, меліоративні машини та обладнання», яку очолював з жовтня 2000 року.
Під його керівництвом в університеті здійснені значні структурні перебудови, що спрямовані на перехід університету від галузевого до політехнічного принципу підготовки фахівців для народного господарства, на забезпечення наскрізної підготовки фахівців «школа — ліцей — технікум — коледж — університет». Для цього в структуру університету включено 2 технікуми, створені технічний коледж, Кримський, Прилуцький, Слов'янський, Закарпатський навчально-консультаційні центри, інститут післядипломної освіти, центр підготовки та перепідготовки водіїв, відкрито 13 нових спеціальностей, 4 факультети, 8 кафедр, ліцензована військова кафедра. Впроваджені інтегровані навчальні плани для підготовки фахівців за скороченим терміном навчання на базі освітньо-кваліфікаційного рівня молодшого спеціаліста. Підготовлено понад 80 докторів та кандидатів наук та вперше в університеті зроблені наукові відкриття.
За період 1998…2005 роки значно розвинулася та поліпшилася матеріально-технічна база університету. Добудований навчальний корпус 2а, збудована база практик та відпочинку на оз. Світязь, проведені реконструкція потокових аудиторій, актової зали, кафе «Сучасник», студентських гуртожитків, проведений капітальний ремонт головного корпуса, зроблене монолітне перекриття в 4-му корпусі, змонтовано 28 комп'ютерних класів та локальну комп'ютерну мережу, створені нові лабораторії, оновлено автомобільний парк та інше. Число студентів тільки в базовому навчальному закладі зросло на 2620 осіб і становило понад 13 тисяч, додатково створено 223 робочих місця, за що в 2004 нагороджений Почесною грамотою Рівненського міськвиконкому як «Найкращий роботодавець року».
Під керівництвом Кравця С. В. розроблена і впроваджена ефективна система матеріального заохочення та програма соціального захисту працівників і студентів університету, що дозволило майже у шість разів більше виділяти коштів на виконання колективного договору та у шістнадцять разів — на надбавки та доплати до заробітної плати працівників, запровадив у практику щомісячне преміювання (у розмірі 50 % від посадового окладу) докторів наук та професорів за високі професійні якості та наукові досягнення в науковій та навчальній роботі. Проведена реконструкція першої черги гуртожитку під житло (36 квартир) та додатково придбано ще 18 квартир для працівників університету.
У результаті наполегливої праці колективу під керівництвом С. В. Кравця університет був акредитований в цілому на найвищий IV рівень акредитації і отримав статус «Національного» (2004 р), що дозволило на законних підставах збільшити на 15 % посадові оклади і на 15…40 % розміри заробітної плати науково-педагогічним працівникам.
З вересня 1999 року по березень 2005 року очолював Раду ректорів і директорів ВНЗ Рівненської області.
Дружина — Людмила Борисівна закінчила Український інститут інженерів водного господарства, працювала доцентом кафедри нарисної геометрії та графіки НУВГП, директором філії Міжгалузевого інституту післядипломної освіти.
Університет закінчили дві доньки Святослава Володимировича — Діана і Вікторія, які в 2010 році захистили кандидатські дисертації і працюють викладачами кафедри водогосподарської екології, гідрології та природокористування.
Захоплення — футбол, новинки техніки і технологій.
Хобі — туризм і фотополювання.

## Наукова діяльність
Працює за науковим напрямом — землерийне машинобудування, розробив " Теорію критичноглибинного та багатоярусного руйнування грунтового  середовища  та створення ґрунтозахисних  енергозберігаючих землерийно-ярусних машин і керованих підземнорухомих пристроїв.". Має в своєму доробку понад 300 наукових та навчально-методичних праць, в тому числі:9 монографій, 5— підручників, 13 навчальних посібників, 3 наукових відкриття,61 аворських свідоцтв та патентів на винаходи, впровадив у виробництво 25 зразків нової техніки. На сонові результатів власних наукових досліджень розробив і впровадив в навчальний процес три дисципліни: «Теорія технічних систем» (60 год), «Теорія руйнування робочих середовищ» (120 год), " Наукові основи створення землерийно-ярусних машин"(120 год.) « Інноваційні машини для прокладання підземних комунікацій і алгоритми їх створення» (180 год). Підготував  три доктори і чотири кандидати технічних наук. Переможець Всеукраїнського конкурсу-виставки в номінації «Інноваційні розробки» — «Найкращий вітчизняний товар 2008 року».
Дійсний член (академік) п'яти академій наук України, двох спецрад по захисту кандидатських і докторських дисертацій, а також науково-методичної комісії МОН України із напряму «Інженерна механіка».

## Нагороди
Має Подяку президента України, нагороджений знаками «За наукові досягнення» та «Відмінник освіти України», срібною Георгієвською медаллю «Честь. Слава. Труд.» IV ступеня, двічі Почесною грамотою Кабінету Міністрів України, Почесними грамотами Міністерства освіти і науки України, Рівненської обласної державної адміністрації, Державного комітету України по водному господарству, Золотою медаллю П. Л. Капіци за наукове відкриття. В 2002 році присвоєно почесне звання «Заслужений діяч науки і техніки України», в 2003 році почесне звання «Почесний працівник Державного комітету України по водному господарству».